# Frédéric Krivine
Pour les articles homonymes, voir Krivine.
 (juin 2016).
Si vous disposez d'ouvrages ou d'articles de référence ou si vous connaissez des sites web de qualité traitant du thème abordé ici, merci de compléter l'article en donnant les références utiles à sa vérifiabilité et en les liant à la section « Notes et références ».
Frédéric Krivine, né le 10 juillet 1959, à Suresnes, est un scénariste de télévision français.

## Biographie
Fils du chirurgien et militant d'extrême gauche Jean-Michel Krivine et d'Irene Borten-Krivine, gynécologue et militante trotskiste et féministe, Frédéric Krivine étudie au lycée Condorcet puis intègre le Centre de formation des journalistes après son bac.
Il commence en publiant plusieurs romans : Arrêt obligatoire en 1986, Un souvenir de Berlin en 1990 et Des noires et une blanche en 1994.
Il devient ensuite scénariste pour la télévision, concevant les séries Les Enquêtes de Chlorophylle en 1993 (sur une idée de Michel Marin, d'après la bande dessinée de Raymond Macherot) et Anne Le Guen en 1995. Il écrit et réalise les téléfilms Les Enfants du mensonge, en 1996, et Une deuxième chance, en 2003. En 1997, il crée pour France 2 la série PJ (144 x 52 min, diffusée de 1997 à 2009), pour laquelle il a mis sur pied, dès 1998, le premier atelier d'écriture pour une série de prime-time.
Il est l'auteur de nombreux téléfilms et séries, dont Le Train de 16 heures 19, réalisé par Philippe Triboit (FIPA d'or pour Robin Renucci), et Nom de code : DP, réalisé par Patrick Dewolf.
En 2008, il crée, avec Emmanuel Daucé et Philippe Triboit, Un village français, chronique d'une sous-préfecture sous l'Occupation pour France 3. La série est produite par Emmanuel Daucé et Jean-François Boyer (Tetramedia), Krivine et Triboit étant coproducteurs artistiques via leur société Terego. Les premiers épisodes sont réalisés par Philippe Triboit à l'été-automne 2008. Depuis, 72 épisodes ont été diffusés sur France 3 (le dernier le 30 novembre 2017). La série est diffusée dans plus de 50 pays (dont le Brésil, l'Allemagne, la Suède, la Corée du Sud, le Portugal, l'Espagne, la Finlande, la Russie...)
Frédéric Krivine a également créé en 2008 la série Duo, comédie policière de 6 x 52 min, produite par Nicole Flipo (TéléImages), réalisée par Patrick Volson, diffusée à la sauvette par France 2 à l'été 2012.
En 2019-2020, il coproduit avec Emmanuel Daucé (Tetramedia) une nouvelle série pour France 2, Une belle histoire, libre adaptation de la série britannique Cold Feet (ITV, 1998-2003). Le programme reçoit le prix de la meilleure série longue (52 min - 90 min) au festival de la fiction TV de La Rochelle (septembre 2019), est diffusé au printemps 2020 mais n'est pas renouvelé par France 2 pour une saison 2, qui commande cependant à Krivine et Daucé une nouvelle série policière, Infiltré(e) (6 x 52), avec Audrey Fleurot et Thierry Neuvic (tournée à l'été 2022, diffusion en 2023).
En 2021, Krivine crée avec Thibault Valetoux, sur une idée originale de ce dernier, la série Sentinelles, (7 x 52) produite par Emmanuel Daucé et Antoine Szymalka (Tetramedia) pour Orange-OCS. La série reçoit un excellent accueil et est renouvelée pour une saison 2, tournée en 2024 en Lituanie et en région Grand-Est, qui raconte la première semaine de l'invasion russe en Ukraine, vue par des soldats français en Roumanie et des civils fuyant l'Ukraine.
en 2022-23, il écrit et coproduit avec Emmanuel Daucé Infiltré(e) (6 X 52'), une mini-série pour France 2 avec Audrey Fleurot et Thierry Neuvic, diffusée en septembre 2023.
Il développe actuellement pour France 2 "Laura", mini-série de 4 X 52', tournage à l'automne 2024.

### Décoration
- Officier de l'ordre des Arts et des Lettres Promotion du 23 mars 2017[2]

## Mandats
- Coprésident de l'UGS, l'Union-Guilde des scénaristes[3], de 2003 à juin 2007. Aujourd'hui membre du Conseil de la Guilde.
- Président du Fonds audiovisuel d'innovation du CNC entre septembre 2011 et décembre 2013